# Sielsowiet Ejsymonty
Sielsowiet Ejsymonty (biał. Эйсмантаўскі сельсавет, ros. Эйсмонтовский сельсовет) – sielsowiet na Białorusi, w obwodzie grodzieńskim, w rejonie brzostowickim, z siedzibą w Ejsymontach Wielkich.
Według spisu z 2009 sielsowiet Ejsymonty zamieszkiwało 1315 osób w tym 670 Polaków (50,95%), 561 Białorusinów (42,66%), 55 Rosjan (4,18%), 17 Ukraińców (1,29%), 3 Ormian (0,23%), 2 Mołdawian (0,15%), 1 Tatar, 1 Litwin, 1 Niemiec, 1 Kazach (po 0,08%), 1 osoba z więcej niż jedną narodowością oraz 2 osoby, które nie podały swojej narodowości.
W 2018 w 566 gospodarstwach domowych mieszkało 1181 osób.

## Historia
Sielsowiet Ejsymonty powstał 12 października 1940 na terenach okupowanej przez Związek Radziecki Polski.

## Miejscowości
- agromiasteczko:
  - Ejsymonty Wielkie
- wsie:
  - Boryski
  - Cydziki
  - Jarmolicze
  - Jodkiewicze Małe
  - Jodkiewicze Wielkie
  - Kajeniowce
  - Kowale
  - Kuliki
  - Maciejewicze
  - Michaliny
  - Misiewicze
  - Remuciowce
  - Staniewicze
  - Wołotyń
  - Żukiewicze